# Harry Coover

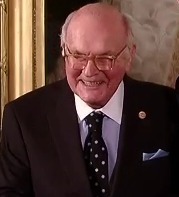
Harry Wesley Coover Jr kurz vor der Verleihung der National Medal of Technology and Innovation durch Barack Obama

Harry Wesley Coover, Jr. (* 6. März 1917 in Newark, Delaware; † 26. März 2011 in Kingsport, Tennessee) war ein US-amerikanischer Chemiker, Erfinder und unter anderem der Entdecker von Eastman 910, im deutschsprachigen Raum bekannt als „Sekundenkleber“.

## Leben
Coover erwarb seinen Bachelor of Science am Hobart College, bevor er den Master of Science und den Ph. D. an der Cornell University erlangte. Er arbeitete von 1944 bis 1973 für Eastman Kodak als Chemiker und war von 1973 bis 1984 der Vizepräsident. Seinen Lebensabend verbrachte er in Kingsport, Tennessee,.
1942 arbeitete Coover auf der Suche nach einem Material für Beobachtungsprismen das erste Mal mit Cyanoacrylaten, die sich aber wegen ihrer Klebrigkeit als ungeeignet für diesen Verwendungszweck erwiesen. Neun Jahre später rückte dieser Stoff erneut in sein Blickfeld, als Kodak hitzebeständige Cockpithauben entwickeln sollte. Wiederum führte die Klebrigkeit der Substanz dazu, diesen Weg nicht weiter zu verfolgen. Coover erkannte aber jetzt die Möglichkeiten, den Stoff als Kleber zu verwenden. 1958 kam Super Glue auf den Markt.
Zunächst stand die Verklebung von festen Stoffen im Vordergrund, aber Coover erkannte als erster die Möglichkeiten von Cyanoacrylate zur Verklebung von lebendem Gewebe und meldete ein Patent darauf an. Zunächst im Vietnamkrieg eingesetzt, wurde diese Technik im Laufe der Zeit weltweit angewandt.
Coover meldete 460 Patente an. Er selbst betrachtete „programmed innovation“, eine Managementmethode für Forschung und Entwicklung als sein wichtigstes Werk. Durch die Einführung bei Kodak kam es zur Entdeckung von 320 neuen Produkten und zu einem Wachstum der Verkaufserträge von $1.8 Milliarden auf $2.5 Milliarden. Coover vermarktete diese Technik später weltweit.
Coover erhielt den Southern Chemist Man of the Year Award für seine außerordentlichen Verdienste in persönlicher Kreativität. Er besaß auch den Earle B. Barnes Award for Leadership in Chemical Research Management, den Maurice Holland Award und die Ehrenmedaille des Industrial Research Institute. 2004 wurde Coover in die National Inventor’s Hall of Fame aufgenommen. 2010 wurde ihm die National Medal of Technology and Innovation verliehen.

## Nachweise
1. 1 2  Elizabeth A. Harris:  Harry Coover, Super Glue’s Inventor, Dies at 94, The New York Times, 27. März 2011
2. 1 2  Harry Coover. In: Hall of Fame. National Inventors Hall of Fame, archiviert vom Original am 6. Dezember 2010; abgerufen am 15. November 2010.  Info: Der Archivlink wurde automatisch eingesetzt und noch nicht geprüft. Bitte prüfe Original- und Archivlink gemäß Anleitung und entferne dann diesen Hinweis.
3. ↑   White House to honour Intel researchers (Seite nicht mehr abrufbar. Suche in Webarchiven) In: Business Standard, 17. Oktober 2010. Abgerufen am 15. November 2010  Info: Der Link wurde automatisch als defekt markiert. Bitte prüfe den Link gemäß Anleitung und entferne dann diesen Hinweis.
4. 1 2 3  Super Glue. In: Inventor of the Week. Massachusetts Institute of Technology, September 2004, archiviert vom Original am 3. Mai 2009; abgerufen am 22. Juni 2010.  Info: Der Archivlink wurde automatisch eingesetzt und noch nicht geprüft. Bitte prüfe Original- und Archivlink gemäß Anleitung und entferne dann diesen Hinweis.
5. ↑  US 3'221'745, angemeldet am 12. September 1962, Patent in Kraft bis 1982
6. 1 2  Remarkable Alum: Dr. Harry Coover. Hobart and William Smith Colleges, archiviert vom Original am 30. August 2006; abgerufen am 22. Juni 2010.
7. ↑  Eliza LaJoie: Alumnus Who Invented Super Glue Wins National Medal of Technology and Innovation. In: The Cornell Daily Sun. 26. Oktober 2010, ehemals im Original (nicht mehr online verfügbar); abgerufen am 15. November 2010. (Seite nicht mehr abrufbar. Suche in Webarchiven)  Info: Der Link wurde automatisch als defekt markiert. Bitte prüfe den Link gemäß Anleitung und entferne dann diesen Hinweis.

| Personendaten    | Personendaten                           |
| ---------------- | --------------------------------------- |
| NAME             | Coover, Harry                           |
| ALTERNATIVNAMEN  | Coover, Harry Wesley junior             |
| KURZBESCHREIBUNG | US-amerikanischer Chemiker und Erfinder |
| GEBURTSDATUM     | 6. März 1917                            |
| GEBURTSORT       | Newark, USA                             |
| STERBEDATUM      | 26. März 2011                           |
| STERBEORT        | New York City                           |